# Elba Ramalho
Pour les articles homonymes, voir Ramalho.
Elba Ramalho, née le 17 août 1951 à Conceição (Brésil), est une chanteuse et actrice brésilienne. Elle s'est spécialisée dans la musique populaire brésilienne, le forró, le xote, le baião, le xaxado, le maracatu, le frevo et le caboclinhos. Elle est d'ailleurs parfois appelée La Reine du forró. À côté de sa carrière solo, Elba Ramalho a collaboré avec son cousin Zé Ramalho et avec Alceu Valença.

## Discographie
- (1979) Ave de prata, Epic/CBS — LP
- (1980) Capim do vale, Epic/CBS — LP
- (1981) Elba, Epic/CBS — LP
- (1982) Alegria, Ariola — LP
- (1983) Coração brasileiro, Ariola — LP
- (1984) Do jeito que a gente gosta, Barclay — LP
- (1985) Fogo na mistura, Barclay - LP
- (1986) Remexer, Barclay — LP
- (1987) Elba, Philips — LP
- (1988) Fruto, Philips — LP
- (1989) Popular brasileira, Philips — LP
- (1990) Ao vivo, Philips — LP
- (1991) Felicidade urgente, Philips — LP
- (1992) Encanto, Philips — LP
- (1993) Devora-me, Philips — LP
- (1995) Paisagem, Mercury — CD
- (1996) Leão do Norte, Ariola — CD
- (1996) Grande encontro, Ariola — CD
- (1997) Grande encontro 2, Ariola — CD
- (1998) Flor da Paraíba, BMG — CD
- (1999) Solar, BMG —CD
- (2000) O grande encontro 3, BMG — CD
- (2001) Cirandeira, BMG — CD
- (2002) Elba canta Luiz, BMG — CD
- (2003) Elba ao vivo, BMG — CD
- (2005) Elba e Dominguinhos ao vivo, BMG — CD
- (2007) Qual o Assunto Que Mais Lhe Interessa? Sony Music - CD
- (2009) Balaio de Amor Biscoito Fino - CD